# Août 1797

## Événements
- 8 août : rejet par référendum de la constitution modérée en République batave[1].
- 28 août : signature du Traité américano-tunisien  entre les États-Unis et la régence de Tunis qui fait alors partie de l'Empire ottoman[2].

## Naissances
- 2 août : Amédée Simon Dominique Thierry, historien français († 27 mars 1873).
- 10 août : Joseph Gerhard Zuccarini, botaniste allemand († 18 février 1848).
- 23 août : Barré de Saint-Venant (mort en 1886), ingénieur, physicien et mathématicien français.
- 24 août : Ludwik Bystrzonowski, noble polonais, journaliste, homme politique et collectionneur d’art († 27 août 1878).
- 30 août : Mary Shelley (Mary Woolstonecraft), écrivaine britannique († 1er février 1851).
- 31 août : James Ferguson (mort en 1867), astronome américain né en Écosse.

## Décès
- 23 août : Élie Bertrand (né en 1713), pasteur, géologue et naturaliste suisse.
- 29 août : Joseph Wright of Derby, peintre britannique (° 3 septembre 1734).